# Ohne dich
Az Ohne dich (Nélküled) a harmadik kislemez a Rammstein német metálegyüttes Reise, Reise című stúdióalbumáról. Németországban, Ausztriában és Svájcban 2004. november 22-én adták ki, Magyarországon pedig 2005. május 30-án. A 2004-2005-ös Reise, Reise turné alatt a számot az Apocalypticával együtt adták elő a Mein Herz brennt című számmal együtt.

A számnak létezik egy „béta verziója” is. Abban különböznek, hogy ebben a verzióban a billentyűk sokkal erőteljesebben hallhatók. Ez a verzió csak a kislemezen található meg, pedig eredetileg a Mutter CD-re tervezték.

## Videó
A videóban a tagok láthatók, amint épp hegyet másznak. Az énekes, Till Lindemann lezuhan, és súlyosan megsérül. Ekkor abbamarad a zene, és a következő kép egy sátor belseje, ahol Tillt ápolják. Till egy hegycsúcsot néz. Ezután ismét elindul a zene, és újra másznak, vállukon a sérülttel. A klip végén elérik a hegycsúcsot, Till körbenéz, és elégedett mosollyal az arcán meghal.

A videót Tirolban, Ausztriában forgatták 2004 októberében. A rendező Jörn Heitmann volt.
A gitáros, Paul Landers szerint ezt a videót volt a legviccesebb és legnehezebb forgatni.

## Számok
A kislemeznek több változata van, az eredetin a következő felvételek hallhatók:
1. Ohne dich (album verzió) – 4:31
2. Ohne dich (Mina Harker's Version – Remix by Laibach) – 4:09
3. Ohne dich (Sacred Mix – Remix by Sven Helbig) – 4:34
4. Ohne dich (Schiller Mix) – 5:22
5. Ohne dich (Under Byen Remix) – 5:48
6. Ohne dich (Béta Verzió) – 4:23